# Marino Palandri
Marino Palandri (* 30. November 1985) ist ein ehemaliger italienischer Straßenradrennfahrer.

## Sportlicher Werdegang
Marino Palandri begann seine Karriere 2008 beim Team Nippo-Endeka aus San Marino. Im nächsten Jahr fuhr er für das Continental Team Miche-Silver Cross-Selle Italia und 2010 für die slowenische Mannschaft Adria Mobil. In der Saison 2010 wurde er in Garoua Etappenzweiter bei dem zweiten Teilstück der Tour du Cameroun hinter dem Tagessieger Bassirou Konté aus der Elfenbeinküste. 2011 fuhr er bei nationale registrierte italienischen Mannschaft Gragnano Sporting Club, für die er 2011 eine Etappe beim Giro della Regione Friuli für sich entscheiden konnte, was der einzige zählbare Erfolg seiner Karriere blieb.
In der Saison 2012 fuhr Palandri mit dem Team Amore & Vita-Prodir wieder für ein Continental Team, blieb aber ohne nennenswerte Ergebnisse. Nach der Saison beendete er im Alter von 27 Jahren seine Karriere als Radrennfahrer. 

## Erfolge
2011
- eine Etappe Giro della Regione Friuli